# Tetrazygiopsis cordata
Tetrazygiopsis cordata là một loài thực vật có hoa trong họ Mua. Loài này được (Alain) Borhidi miêu tả khoa học đầu tiên năm 1983.